# Willibrord Keesen
Willibrord Keesen (Amsterdam, 1955) is een Nederlandse theaterregisseur en acteercoach.

## Opleiding
Keesen studeerde kunstgeschiedenis, economie en theaterwetenschappen in Utrecht.

## Carrière
In 1989 richtte hij samen met Monique Kuijpers het Arnhemse theatergezelschap Keesen&Co op, waar hij tientallen voorstellingen regisseerde. Hij werkte daarnaast onder andere bij Bellevue Lunchtheater, NNT en het Zuidelijk Toneel.
Keesen regisseerde eigentijdse versies van klassiekers (o.a. Shakespeare en Tsjechov) en nieuw geschreven teksten. Paul Pourveur, Esther Gerritsen, Rob de Graaf en Zineb Fallouk schreven in samenwerking met hem nieuwe teksten die door zijn gezelschap werden opgevoerd.
De voorstelling 'Bagdad blues' in regie van Willibrord Keesen werd geselecteerd voor het Nederlands Theaterfestival als een van de tien beste voorstellingen van 2006. Zijn versie van 'Een meeuw' van Tsjechov stond op nummer 1 in een top-10 lijst van beste voorstellingen van seizoen 2007-2008 in De Volkskrant. Voor hun acteerwerk in zijn regies van 'Vrede' en 'De gekwetstheid is minimaal' werden Reinout Bussemaker en Monique Kuijpers genomineerd voor de belangrijkste Nederlandse acteursprijzen, de Arlecchino, Colombina en Theo d’Or.
Keesen coachte daarnaast studenten en jonge acteurs, gaf les en begeleidde projecten aan o.a. HKU, De Acteerschool Rotterdam, ArtEZ Toneelschool Arnhem en Toneelacademie Maastricht.

## Regies
- Richard III (1986)
- De Misanthroop (1987)
- Othello (1988)
- De stenen gast (1989)
- Drie Zusters (1990)
- Het leven is droom (1991)
- Beeldbeschrijving (1992)
- Vaste lasten (1992)
- Dieu le veult (1993)
- Ob-la-di Ob-la-da (1994)
- Philoktetes (1994)
- The hunting of the snark (1995)
- White Out (1995)
- The river of no return (1996)
- De gekwetstheid is minimaal (1997)
- De rat of er drijft een rat in de melk (1998)
- Onderweg (1998)
- Eco-romance (1998)
- Le coucher d'Yvette (1999)
- Rijnders Revisited (1999)
- Schijn bedriegt (1999)
- Bedankt (2000)
- Troilus en Cressida (2001)
- Een vriendelijk stuk over aardige mensen (2002)
- Congo (2002)
- Shakespeare is dead - Get over it (2002)
- Hoe komt het kalf bij zijn maat (2003)
- Omtrent PP (2003)
- De laatsten der onverstandigen (2005)
- Bagdad blues (2005)
- Een verwijzing naar fictie (2005)
- Door jou (2006)
- Paard (2006)
- Vrede (2006)
- Een meeuw (2008)
- Richard I (2009)
- Interest (2009)
- Adres onbekend (2010)
- Zicht op zee (2010)
- En nou ik! (2011)
- De kersentuin (2011)
- De val (2012)
- De eerste vrouw (2014)
- Beton (2015)
- Derf (2015)
- Stuk (2016)
- Skirmishes (2017)
- De andere kant van de brug (2017)
- Tijdje even weg (2018)
- De achterkant van Tilburg (2019)